# Ruottisenjärvi
Ruottisenjärvi eller Ala Mainuajärvi är en sjö i Finland. Den ligger i kommunen Pudasjärvi i landskapet Norra Österbotten. Ruottisenjärvi ligger 114,5 meter över havet. Arean är 2 kvadratkilometer och strandlinjen är 7,47 kilometer lång. Sjön  ingår i Kiminge älvs huvudavrinningsområde.   
Ruottisenjärvi avvattnas genom Nuorittajoki, som rinner ut i Kiminge älv.